# Димитър Панчелиев
Димитър Атанасов Панчелиев е български политик, деец на Вътрешната македоно-одринска революционна организация и Българската комунистическа партия.

## Биография
Димитър Панчелиев е роден на 6 октомври 1881 година в неврокопското село Либяхово, тогава в Османската империя. Става член на ВМОРО и съратник на Яне Сандански и взима участие в много сражения на организацията. През Балканските войни е доброволец в Македоно-одринското опълчение и служи в Драмската партизанска чета на Тодор Паница, която действа в Неврокопско и Драмско. Участва в Първата световна война. След войната в 1919 година е основател на организация на БКП в Либяхово и влиза в конфликт с ВМРО. В навечерието на Септемврийското въстание е арестуван и затворен в Неврокоп. В 1925 година е задържан по време на Дъбнишката акция на ВМРО, изтезаван и осъден на смърт, чрез обесване. На 15 юни на път за бесилото, тежко ранен, успява да избяга. Укрива се, но е заловен в неврокопско село и убит от ВМРО на 10 август 1925 година.